# Walter Szczerbiak
Walter Szczerbiak (* 21. August 1949 in Hamburg) ist ein ehemaliger US-amerikanischer Basketballspieler. Aufgrund seiner erfolgreichen Laufbahn in Europa, insbesondere während seiner Zeit bei  Real Madrid, wird er von der Euroleague als eine der 50 bedeutendsten Persönlichkeiten des europäischen Basketballs geführt.
Sein Sohn Wally Szczerbiak war ebenfalls Basketballspieler. Von 1999 bis 2009 spielte er in der NBA für die Minnesota Timberwolves, Boston Celtics, Seattle SuperSonics und Cleveland Cavaliers.

## Laufbahn
Walter Szczerbiak wurde als Sohn von ukrainischen Flüchtlingen im westdeutschen Hamburg geboren. Wenig später emigrierte die Familie Szczerbiak nach Pittsburgh in die USA.
Szczerbiak begann seine Karriere in der George Washington University, für deren Basketballteam, den Colonials, er vier Saisons lang spielte. 1971 wechselte er in die American Basketball Association (ABA) zu den Pittsburgh Condors. Nach einer Saison löste sich sein Team auf und er ging in die EPBL (Heute CBA) zu den Wilkes-Barre Barons, mit denen er 1972/73 den Titel erobern konnte, Szczerbiak selbst steuerte 24,6 Punkte und 12,4 Rebounds pro Spiel bei.
Im Anschluss bekam er ein einjähriges Vertragsangebot vom NBA-Team Buffalo Braves, lehnte dies jedoch ab um nach Spanien zu Real Madrid zu wechseln. Bei den Hauptstädtern stieg er zu einem der bedeutendsten Spieler auf. Er gewann drei Mal den Europapokal der Landesmeister, wobei er im Finalspiel 1978, mit 25 erzielten Punkten, zum wertvollsten Spieler ernannt wurde. Mit Real Madrid gewann er zudem vier Meisterschaften in Folge (1973/74–1976/77). Der Offensivspezialist Walter Szczerbiak wurde jedoch während seiner letzten drei Jahre bei den Spaniern (1977/78–1979/80) von Trainer Lolo Sainz nur mehr im Europapokal eingesetzt. 
1980 schließlich wechselte Szczerbiak in die italienische Lega Basket Serie A, zu Tropic Udine, wo er zwei Saisons verbrachte. Nach einem weiteren Jahr in Spanien, bei CB Canarias, beendete er 1984 seine Karriere.
Seit 1986 arbeitet Walter Szczerbiak als Repräsentant der Liga ACB in den USA, wo er an zahlreichen Transfers amerikanischer Spieler nach Spanien mitgewirkt hat.

## Erfolge
- 1 Titel in der Eastern Professional Basketball League (1972/73, mit Wilkes-Barre Barons)
- 4 Spanische Meistertitel (1974–1977)
- 1 Spanische Pokalsieg (1977)
- 3 Europapokale der Landesmeister (1974, 1978, 1980)
- 3 Intercontinental Cups (1976, 1977, 1978)